# Пісідійська мова
Пісідійська мова є частиною вимерлої анатолійської гілки індоєвропейської родини мов, якою говорити у Пісідії, регіоні давньої Анатолії (Малої Азії). Відомо понад сорок коротких написів із першого та другого століття до Р.Х. та після Р.Х. Дуже близька до лікійської та сідетської мов. Містить багато запозичень із фригійської мови і за однією із версій може бути креольською мовою, тобто анатолійсько-фригійською сумішшю.

## Назва
Називається за географічною областю Пісідія. Сполучення «Пісідійська мова» вживалося у Страбона. Самоназва невідома. Англійською Pisidian, Pisidic, німецькою Pisidisch, французькою pisidien. 

## Класифікація
Пісідійська мова включається до анатолійської групи мов умовно, оскільки повноцінних свідчень недостатньо.

## Корпус текстів
Тексти пісідійською мовою походять із античної області Пісідія (південно-східна Анатолія, нині західна Туреччина). Більшість пам'яток було знайдено навколо турецького села Софулар. Тексти датуються кінцем I тисячоліттям до Р.Х. і першими століттями після Р.Х..
Корпус текстів складається із понад 40 написів на камені, котрі не можна інтерпретувати як грецькі чи фригійські. Написи є епітафіями, лише один напис відносять до іншого жанру.

## Пісідійський алфавіт
Письмо є різновидом грецького алфавіту і складається з літер Α, Β, Γ, Δ, Ε, Ζ, Η, Ι,
Κ, Λ, Μ, Ν, Ξ, Ο, Π, Ρ, Σ, Τ, Υ, Ω, але без літер Θ, Χ, Φ та Ψ. Містить також додаткові знаки Ϝ, ϟ (імовірно, обидва для w) та
один унікальний знак (імовірно для сибілянта). Спрямування письма — зліва направо без поділу на слова.

## Лінгвістична характеристика

### Морфологія
Відомі основи мають закінчення на голосну, але деякі на r. Припускається наявність відмінків: номінатив із нульовим закінченням, генитив із закінченням -s, датив із закінченням -e.

### Лексика
Постульовані пісідійські власні назви не показують однозначної схожості із відомою хетсько-лувійською антропонімікою. Хоча, наприклад, пісід. 
Μουα (лув. muwa — «могутній») часто виступає у складі антропонімів, а пісід. Μουσητα відповідає зафиксованому лувійскому імені muwa-LÚ = *muwa-zidi
«могутній чоловік»).